# Ryszard Krystosik

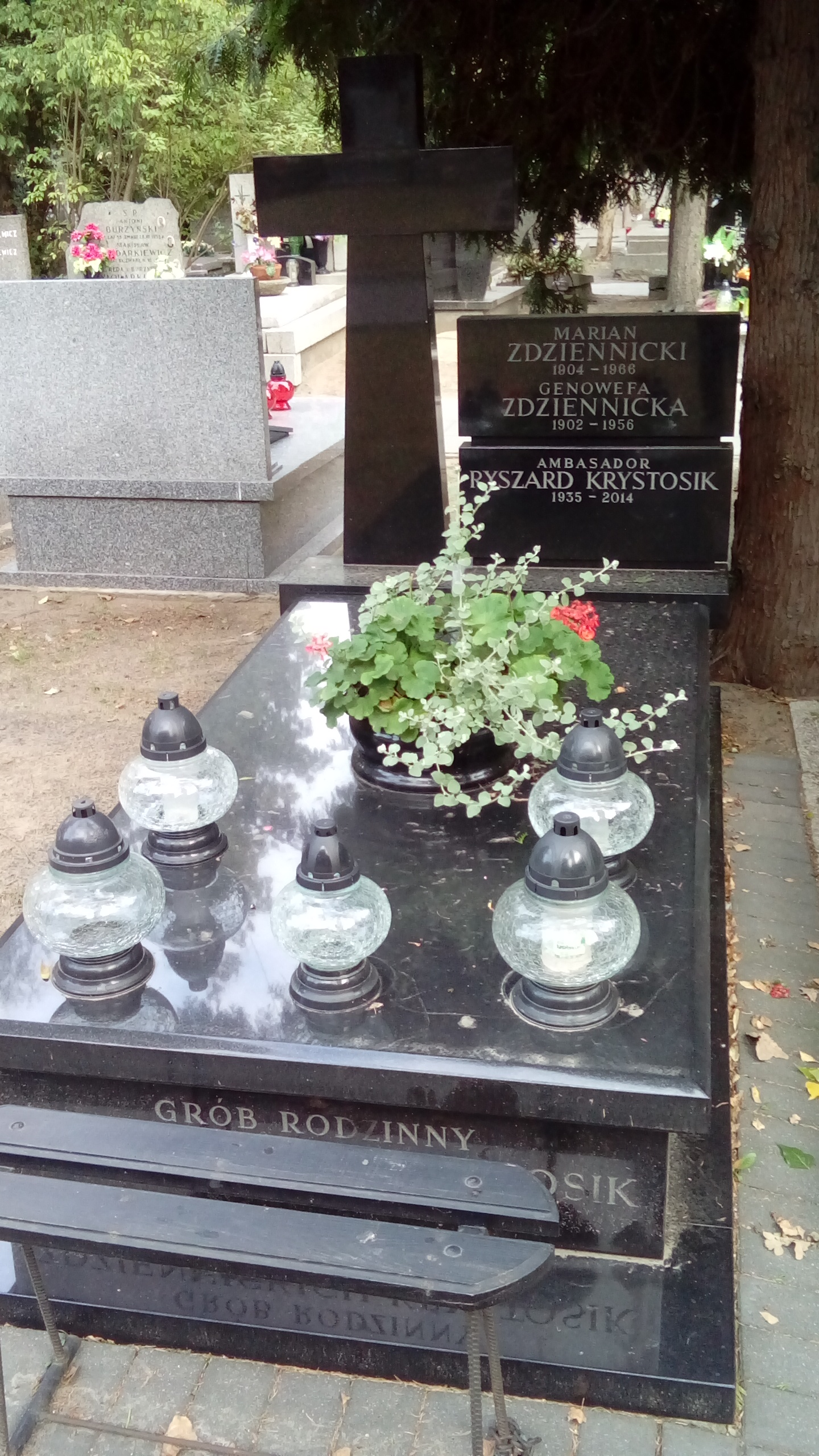
Grób Ryszarda Krystosika na Cmentarzu Wojskowym na Powązkach w Warszawie

Ryszard Krystosik (ur. w 1935 w Warszawie, zm. 24 czerwca 2014) – polski dyplomata, ambasador RP w Iraku w latach 2004–2007.

## Życiorys
Ukończył Wydział Dyplomatyczno-Konsularny Szkoły Głównej Służby Zagranicznej w Warszawie. W 1956 rozpoczął pracę w Ministerstwie Spraw Zagranicznych w Międzynarodowej Komisji Nadzoru i Kontroli w Indochinach. Do 1958 roku pracował jako tłumacz w Wietnamie i Laosie. Pracował m.in. w ambasadzie PRL w Waszyngtonie, zaś w latach osiemdziesiątych w Nowym Jorku jako zastępca stałego przedstawiciela Polski przy ONZ. Po powrocie do kraju zdobył stypendium na Princeton University. Od 1994 do 2001 kierował sekcją interesów USA w Bagdadzie. W latach 2004–2007 był ambasadorem w Iraku.
W 2010 odznaczony Krzyżem Oficerskim Orderu Odrodzenia Polski.
Zmarł 24 czerwca 2014. Został pochowany na Cmentarzu Wojskowym na Powązkach (kwatera GII-0-13).